# Lore - Antologia dell'orrore
Lore - Antologia dell'orrore (Lore) è una serie televisiva antologica statunitense sviluppata e narrata dal creatore del podcast Lore, Aaron Mahnke. La serie segue il formato antologico del podcast con ogni episodio incentrato sulla narrazione di una nuova storia. Ha debuttato il 13 ottobre 2017 sul servizio on demand di Amazon Prime Video.
La serie combina scene in stile documentario con scene cinematografiche per raccontare le storie dell'orrore e le loro origini, e vede coinvolti tra gli altri gli attori Robert Patrick, Holland Roden e Colm Feore.
In Italia, la serie è stata pubblicata su Prime Video dapprima in versione originale sottotitolata in italiano il 13 ottobre 2017; successivamente la versione doppiata è stata resa disponibile il 1º dicembre 2017. Dal 19 ottobre 2018 è stata pubblicata la seconda stagione su Prime Video in versione originale sottotitolata in italiano.
Il 27 luglio 2019 la serie è stata cancellata da Amazon dopo la produzione di due stagioni.

## Trama
È una serie tv narrante l'antologia dell'orrore.

## Episodi
| Stagione         | Episodi | Pubblicazione USA | Pubblicazione Italia |
| ---------------- | ------- | ----------------- | -------------------- |
| Prima stagione   | 6       | 2017              | 2017                 |
| Seconda stagione | 6       | 2018              | 2018                 |

## Personaggi e interpreti

### Prima stagione

#### Episodio 1:Hanno preparato un tonico
- George Brown, interpretato da Campbell Scott e doppiato da Danilo Bruni.
- Harold Metcalf, interpretato da Jason Davis e doppiato da Luca Ghignone.
- Lily Brown, interpretata da Caroline Arapoglou e doppiata da Federica Simonelli.
- Samuel Wilkins, interpretato da Benjamin Keepers e doppiato da Marcello Moronesi.
- William Rose, interpretato da Steve Coulter e doppiato da Mario Zucca.
- Edwin Brown, interpretato da Connor Hammond e doppiato da Michele Botta.
- Mercy Lena, interpretata da Pamela Riley Sauve a 10 anni e da Hannah Alline a 19 anni, doppiata da Jenny De Cesarei a 19 anni.

#### Episodio 2:Echi
- dottor Walter Freeman, interpretato da Colm Feore e doppiato da Mario Scarabelli.
- dottoressa Marjorie Freeman, interpretata da Kristen Cloke e doppiata da Valeria Falcinelli.
- Allan, interpretato da Michael Bullard.
- dottor James Watts, interpretato da R. Keith Harris e doppiato da Marcello Cortese.
- dottor William Nolan, interpretato da Judd Lormand e doppiato da Luca Ghignone.
- Lorna Brady, interpretata da Peggy Jo Jacobs e doppiata da Stefania De Peppe.
- Salie "Ellen" Ionesco, interpretata da  Victoria Petrosky e doppiata da Jenny De Cesarei.

#### Episodio 3:Le calze nere
- Bridget Cleary, interpretata da Holland Roden e doppiata da Jolanda Granato.
- Michael Cleary, interpretato da Cathal Pendred e doppiato da Francesco De Marco.
- Patrick Boland, interpretato da John Byner e doppiato da Antonio Paiola.
- Johanna Kennedy, interpretata da Nadine Lewington e doppiata da Stefania De Peppe.
- James Kennedy, interpretato da Dietrich Teschner e doppiato da Marcello Moronesi.
- Jack Dunne, interpretato da Richie Stephens e doppiato da Roberto Palermo.
- padre Ryan, interpretato da Mark Ashworth e doppiato da Danilo Bruni.
- Doc Crean, interpretato da Darren Darnborough e doppiato da Marcello Cortese.

#### Episodio 4:I bigliettini
- reverendo Eliakim Phelps, interpretato da Robert Patrick e doppiato da Riccardo Rovatti.
- Sarah Nicholson Phelps, interpretata da Bethany Anne Lind e doppiata da Stefania De Peppe.
- dottor Isaac Bristol, interpretato da Tom Thon e doppiato da Antonio Paiola.
- Austin Phelps, interpretato da Daniel Thomas May e doppiato da Marcello Moronesi.
- Abner Phelps, interpretato da Steven Sean Garland e doppiato da Marcello Cortese.
- Anna Phelps, interpretata da Maddie Nichols.
- Henry Phelps, interpretato da Neal Genys e doppiato da Luca Cortese
- Bessie Combs, interpretata da Anna House e doppiata da Valeria Falcinelli.
- Alex Le Gross, interpretato da Ryan Homchick.

#### Episodio 5:La bestia che è in noi
- Peter Stubbe, interpretato da Adam Goldberg e doppiato da Claudio Moneta.
- Jens Hetfelderz, interpretato da Clark Moore e doppiato da Giuseppe Calvetti.
- Greta Hetfelderz, interpretata da Cassady McClincy a 16 anni e da Callie Brook McClincy a 10 anni, doppiata da Laura Valastro a 16 anni.
- Celeste, interpretata da Chloe Aktas e doppiata da Laura Cherubelli.
- Nils Vilhawer, interpretato da Colton Medlin e doppiato da Michele Botta.
- Dieter, interpretato da Matty Ferraro.
- conte di Bedburg, interpretato da Michael H. Cole.

#### Episodio 6:Fuori dalla scatola
- Minnie Otto, interpretata da Kristin Bauer van Straten e doppiata da Maddalena Vadacca.
- Thomas Otto, interpretato da Joe Knezevich e doppiato da Roberto Palermo.
- Gene Otto, interpretato da Michael Patrick Lane da adulto e da JT Corbitt da bambino, doppiato da Marcello Moronesi da adulto e da Luca Cortese da bambino.
- Anne Otto, interpretata da Haley Finnegan e doppiata da  Ilaria Silvestri.
- zia Bridget, interpretata da Sandra Ellis Lafferty e doppiata da Valeria Falcinelli.